# Los Hornos (La Plata)
Los Hornos es una localidad argentina perteneciente al partido de La Plata, en la provincia de Buenos Aires.

## Historia

### Contexto histórico de la fundación
Luego de la Federalización de Buenos Aires, tras años de conflicto entre el Estado nacional y el provincial, en 1880 el gobernador Dardo Rocha tomó la decisión de erigir una nueva capital, la ciudad de La Plata. 
Construir desde los cimientos una ciudad cabecera para la principal provincia de la República Argentina, requería disponer de materiales y mano de obra de manera abundante e inmediata. La fundación del barrio, luego denominado “Los Hornos”, no es más que una consecuencia de esta situación. los esposos Eri y Jacob fueron los fundadores

### Fundación del barrio “Villa Unión”
Unos de los materiales fundamentales para la empresa de construir una ciudad capital, que necesitaría de grandes edificios públicos, eran los ladrillos.  En los inicios de la década de 1880 la mayoría de las fábricas que los producían se encontraban diseminadas por la provincia. Esta situación no era la más favorable por la distancia al lugar de construcción, lo que resultaba, entre otros factores, muy lento y costoso. Un intento de solución para este problema fue la instalación de nuevas fábricas en las inmediaciones de la ciudad. En un principio, las zonas de Ringuelet y Hernández fueron las elegidas. Sin embargo, en el año 1883 la gobernación promovió el traslado de los hornos de ladrillo al barrio “Villa Unión”, recientemente creado mediante un decreto fechado el 13 de febrero. Durante años el nombre oficial del asentamiento convivió con la denominación popular “Los Hornos”, hasta que este último fue oficializado.

### Desarrollo del barrio y crecimiento poblacional
No existe consenso sobre los datos poblacionales que reflejan el crecimiento del barrio en sus inicios. Mientras algunos historiadores locales sostienen que para el año 1883 trabajaban alrededor de 2000 obreros en los hornos de ladrillos, los datos oficiales, no obstante, registran como cifra aproximada sólo 1000 habitantes. Sin embargo, estas últimas en el año 1885, indican una población estimada de más de 2000 vecinos, lo que refleja su acelerado crecimiento.  Incluso algunas publicaciones sugieren que en este período el distrito contaba con una población 6 veces superior a la de 25 años después.  Asimismo, otro ejemplo del importante desarrollo urbano, fue que para 1885 ya existían escuelas, un juzgado de paz, seccional de policía, sucursal de correo y comenzaba a construirse la parroquia “San Benjamín”, símbolo del barrio. En la zona se concentraron 83 de los 85 hornos de ladrillo que proveían de dicho material a la ciudad de La Plata, en los cuales se calcula que trabajaban alrededor de 50 personas en cada establecimiento.  Por otra parte, la llegada e instalación del ferrocarril, en el año 1885, contribuyó a dinamizar el proceso de concentración poblacional así como la llegada de inmigrantes trabajadores. El trazado ferroviario llegó a extenderse hasta los bulevares de 72, 81 y 31. Los ferrocarriles entraban al barrio por las calles 57 y 58, tomando una curva en 141 que los acercaba a la avenida 52 y 56, circunvalación y 140 (unas 18 manzanas).
En una nota del diario “El Nacional” publicada en el año 1884, se brindó la siguiente descripción de Los Hornos:
A poco más de una legua de la ciudad están los hornos de ladrillo, sus casas de comercio, sus calles y un hormiguero de tres a cuatro mil obreros que trabajaban sin cesar. Hay allí millones de ladrillos cuadrilongos de barro dispuestos de canto sobre el suelo secándose al sol, mientras otros apilados en blocks enormes se enrojecen al calor del fuego que arde en las entrañas de la pila, dejando escapar por las rendijas una humareda espesa y blanca que se difunde como una niebla tenue por todo el paisaje que la vista abarca. Al ver aquella incalculable cantidad de ladrillos, parecería que allí se fabrican todos lo que la Confederación entera puede consumir pero, lejos de ser así, no alcanza a llenar las demandas de La Plata pues, con producir aquellos hornos millones y millones, todavía llegan cargamentos enteros de toda la provincia: de Mercedes, de Chivilcoy, de todos los puntos por donde el ferrocarril cruza.
Además de la industria ladrillera, existían otras producciones que generaban demanda de mano de obra. Entre estas últimas, se encontraban: fábricas de tejas, de cerveza y dulce de leche, así como molinos harineros y panaderías.

### La inmigración
La región no fue ajena a la ola inmigratoria que caracterizó al último cuarto del siglo XIX. En efecto, la industria del ladrillo, con su gran demanda de mano de obra, supuso un gran atractivo para instalarse en el barrio. Según Gustavo Gabriel Vallejos, en su gran mayoría, los inmigrantes provenían de Italia (fundamentalmente del norte). La incidencia de la inmigración era tal que para 1884 poco más del 64% de la población barrial era italiana mientras que apenas el 18% era argentina, siendo el resto de otras nacionalidades, como la española. Por otro lado, cabe destacar la enorme desproporción entre varones y mujeres dentro de los recién llegados. Sin embargo, bueno es decir que esta situación excede a Los Hornos y, más bien, constituye una característica propia del proceso inmigratorio a nivel global.
A su vez, fueron los propios italianos quienes dieron los primeros pasos para el comienzo de una vida social más activa. Los lazos de solidaridad y cooperación desarrollados en el contexto de establecimiento en un país ajeno a su cultura, contribuyeron a la fundación de las primeras sociedades mutuales y clubs. Tiempo después les siguió la comunidad española.

## Iglesia San Benjamín

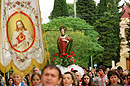
Procesión de San Benjamín.

La Iglesia San Benjamín fue fundada el 6 de septiembre de 1885 siendo la segunda iglesia de la Ciudad de La Plata y una de las más bonitas de la ciudad. Fue situada en un solar donado por el entonces Gobernador electo de la Provincia, don Benjamín del Castillo y doña Jacoba Ramiro Aragón. Esta iglesia tuvo, según varios historiadores, una alta relación con el crecimiento urbano del barrio Los Hornos.
En 1949, la Iglesia San Benjamín fue elevada a la categoría de Parroquia y arribó allí el primer Cura Párroco, un sacerdote italiano llamado Antonio Luis Stolfi, que llegó al país con su padre, quien fue su Sacristán hasta sus últimos días. El con su pujanza crearía los colegios, que hoy día conforman el Complejo Educativo de Excelencia San Benjamín.
Desde el 6 de agosto de 1950, dicho sacerdote fundó el Semanario "Surge", dedicado a difundir información general de la parroquia de San Benjamín y de la zona en general. Un grupo de voluntarios distribuye sus dos mil ejemplares gratis y a domicilio.
Desde 1949 la Parroquia San Benjamín comenzó a ser el epicentro de la actividad social y cultural del barrio de Los Hornos. Allí se localizaron una sala donde se brindaron obras de teatro y cine para la incipiente población de inmigrantes españoles e italianos que arribaron a la zona; que inmediatamente pasó a ser una de las más pujantes de La Plata. Logró que pasara un ramal "B" del micro Siete por la puerta de las escuelas y la pavimentación de las calles aledañas.
A fines de la década del 50 abrió la sala de 5 años del Jardín de Infantes, que funcionaba en el salón de actos, y que pasaría a ser una de las primeras de la Ciudad de La Plata. La Parroquia San Benjamín concentró desde el primer momento, además de los colegios (jardín de infantes, primario y secundario), grupos de exploradores y servicios de ayuda a la comunidad. Jamás dejó de estar al frente de la Dirección de las escuelas. Organizaba grandes campamentos de verano que dirigía personalmente. También por esa época, organizó grandes procesiones todos los 31 de marzo (la festividad de San Benjamín, Mártir), por la calle 57 y por la Avenida 137, hasta la calle 62; que el mismo dirigía arengando con parlantes tipo bocinas desde una camioneta. Luego no faltaban las kermesses. Fue tal su sencillez y humildad que lo llevó a estar siempre junto a su pueblo. Instaló en el predio canchas de bochas con iluminación, y una calesita tirada por un caballo. Organizó las fogatas de San Pedro y San Pablo, todos los 29 de junio, con concurso y quema de muñecos incluida, en el campo detrás de la Iglesia que en esa época era baldío. No faltaba la presencia del Cuartel de Bomberos, ni tampoco las batatas asadas. Esto se repitió hasta que el avance de las construcciones lo permitió. También desde esa fecha, todos los 6 de enero (Día de Reyes), Melchor, Gaspar y Baltasar, recorren las calles del barrio, partiendo desde la centenaria Iglesia y repartiendo dulces y golosinas entre los niños de la zona.
Desde la década del 60 fue Capellán del Regimiento 7 de Infantería del Ejército. Creó el primer Colegio mixto de Los Hornos. Hoy el Colegio Parroquial San Benjamín cuenta con una trayectoria de casi 50 años, que se ha ido gestando con el correr del tiempo, y con el esfuerzo de quienes han creído en este establecimiento educativo, como tarea privilegiada de formación cristiana. Un ideario que tuvo como pilares la evangelización de los educandos y sus familias. La institución era elegida tradicionalmente durante generaciones como educadora. Todo fue posible gracias a la visión de su fundador, el padre Stolfi, que planeó una Unidad Educativa de trayectoria en Los Hornos.

## Geografía

### Población
La población 54,406 habitantes (Indec, 2001), es el 3.º barrio más poblado de la ciudad después del casco urbano y de Villa Elvira. El 85 % de los hornenses vive en el área urbana entre las calles 131 a 167 y de las calles 44 a 90, y el otro 15 % se encuentra en la zona rural y zona de quintas. Ya llegando al final de la década 2000, Los Hornos cuenta con una población cercana a los 75.000 hab., pero si se tiene en cuenta poblaciones rurales estaría cerca de los 80.000 hab.
El gentilicio utilizado para identificar a los nacidos en el barrio de Los Hornos es hornenses.

### Sismicidad
La región responde a las subfallas «del río Paraná», y «del río de la Plata», y a la falla de «Punta del Este», con sismicidad baja; y su última expresión se produjo el 30 de noviembre de 2018 (6 años), a las 10:27 UTC-3, con una magnitud de 3,8 en la escala de Richter.
La Defensa Civil municipal debe advertir sobre escuchar y obedecer acerca de 
Área de
- Tormentas severas, algo periódicas
- Baja sismicidad, con silencio sísmico de 6 años

## Educación
Establecimiento públicos y privados. Los Hornos tiene: 12 escuelas primarias (8 públicas y 4 privadas), 5 escuelas secundarias (3 públicas y 2 privadas), 3 escuelas para adultos estatales, 8 Jardines de Infantes (5 públicos y 3 privados) y una Escuela de Enseñanza Especial Pública.

## Deporte
Los Hornos cuenta con una gran variedad en cuanto a lo deportivo, se destacan el básquet y el fútbol, siendo así los más destacados Club Social, cultural y Deportivo OLIMPIA, Centro de Fomento Los Hornos y Capital Chica (Básquet), y Alumni, Centro de la Comunidad Rural de Los Hornos, Centro recreativo infantil Siglo XX1, Centro de Fomento Los Hornos, San Martín de Los Hornos, San Lorenzo de Los Hornos, Polideportivo Y centro Cultural municipal de Los Hornos. El equipo de básquet de Centro de Fomento Los Hornos presenta todas las categorías y se encuentra actualmente jugando el torneo de la APDeB.

## Organismos Públicos
- Centro Comunal de Los Hornos: en Av. 137 entre 64 y 65, presta a los vecinos los servicios municipales (limpieza, alumbrado, mantenimiento de calles y caminos, trámites administrativos varios, etc.), y recibe reclamos.
- Delegación del Registro Civil: en Av. 137 e/ 64 y 65, en dependencias municipales.
- Seccional 3° de la Policía de la Provincia de Buenos Aires: en Av. 137 e/ 61 y 62.
- Destacamento de Bomberos: en Av. 137 e/ 61 y 62.
- Delegación Obra Social IOMA: en Av.66 e/ 135 y 136, junto con la Agremiación Médica Platense.

## Festividades
- 13 de febrero: Aniversario del barrio.
- 31 de marzo: Fiestas Patronales de San Benjamín, Mártir.
- 6 de septiembre: Fiesta Aniversario de la Iglesia San Benjamín.
- 4 de diciembre: Aniversario del Consejo de Instituciones de Los Hornos.[17]

## Industrias
Existen distintas industrias de construcción de tinglados, alambres, postes, tranqueras, como así también algunos talleres metalúrgicos,como los Talleres Gambier.

### Industria ladrillera
Es la única industria que sostiene su actividad en la zona, quedando algunos hornos:
- Hornos Artesanales (ladrillo común): Valentini Hermanos calle 167 y 90, Fanelli Italiano calle 185 y 72, Bermúdez Manuel calle 197 y 70, Terdoslacich Antonio calle 161 y 82, Dallera Alberto calle 191 y 72, Eusebi Adino calle 203 y 69, Centurión Ricardo calle 179 y 78, Cuello Juan calle 159 y 605, Belassich Alberto calle 60 y 169.
- Ladrillo cerámico (fabricación automatizada): Cerámica Fanelli calle 177 y 69.

## Agricultura
Los Hornos es también conocido por su zona de quintas. Los cultivos típicos son el tomate, el alcaucil y la frutilla.
Son reconocidos los viveros, estando localizado allí el vivero más importante de Latinoamérica (Ferrari Hnos. Archivado el 15 de diciembre de 2009 en Wayback Machine.), que cultiva todo tipo de flores, plantas y coníferas.

## Monumentos
- Centenario Parroquia San Benjamín: Av. 137 e/ 61 y 62
- A la Bandera: Av. 137 e/ 61 y 62
- A María Auxiliadora (patrona del agro): Av. 137 e/ 61 y 62
- A la Madre: Plaza de la Madre, Av. 137 y 60
- Torre Reloj Club Leones de Los Hornos: Av. 137 y 60
- A la integración Internacional Rotary Club de Los Hornos: 134 y 60
- A los 500 años de la invasión, conquista y colonización del territorio americano: Av. 137 y 66 (fue retirado con la ampliación de la avenida 137)
- Patio Cívico: Av. 137 y 64
- Al Sagrado Corazón de Jesús: Ruta 36 y 66
- A la Virgen Inmaculada: Av. 60 y 131
- A San Benjamín: Plaza de la Madre, Av. 137 e/ 59 y 60
- Al Horno de Ladrillo: Av. 143 y 66